# Asyneuma limonifolium
Espèce
Classification phylogénétique
Asyneuma limonifolium, est une espèce de plantes appartenant au genre Asyneuma et à la famille des Campanulaceae. 

## Synonymes
- Campanula limonifolia L.
- Phyteuma linifolium Boiss. & Heldr.
- Podanthum limonifolium (L.) Boiss. var. alpinum Boiss.

## Répartition
Répartition sporadique en Italie, Balkans, ainsi qu'en Turquie.